# Кукільнянська сільська рада
Кукільнянська сільська рада — колишня адміністративно-територіальна одиниця та орган місцевого самоврядування у Бердичівському районі й Бердичівській міській раді Бердичівської округи, Вінницької та Житомирської областей Української РСР з адміністративним центром у селі Кукільня.

## Населені пункти
Сільській раді на час ліквідації були підпорядковані населені пункти:
- с. Кукільня

## Населення
Відповідно до перепису населення СРСР, станом на 17 грудня 1926 року, чисельність населення ради становила 1 087 осіб, з них, за статтю: чоловіків — 535, жінок — 552; етнічний склад: українців — 1 080, поляків — 7. Кількість господарств — 238.

## Історія та адміністративний устрій
Створена 17 грудня 1925 року, відповідно до рішення Бердичівської ОАТК, в с. Кукільня Никонівської сільської ради Бердичівської округи. 15 вересня 1930 року, відповідно до постанови ВУЦВК та РНК УСРР від 2 вересня 1930 року «Про ліквідацію округ та перехід на двоступеневу систему управління», Бердичівський район ліквідовано, сільську раду включено до приміської зони Бердичівської міської ради. 28 червня 1939 року, відповідно до указу Президії Верховної ради Української РСР «Про утворення Бердичівського сільського району Житомирської області», сільська рада увійшла до складу відновленого Бердичівського району.
Станом на 1 вересня 1946 року сільська рада входила до складу Бердичівського району Житомирської області, на обліку в раді перебувало с. Кукільня.
Ліквідована 11 серпня 1954 року, відповідно до указу Президії Верховної ради Української РСР «Про укрупнення сільських рад по Житомирській області», територію та с. Кукільня приєднано до складу Никонівської сільської ради Бердичівського району Житомирської області.